# Ковровое (Дубровенский район)
Ковровое (бел. Каўро́вае, Каўровая; до 30 июля 1964 года — рус. Дерюги) — деревня в Дубровенском районе Витебской области Республики Беларусь. Входит в состав Добрынского сельсовета.

## География
Ближайшие населённые пункты Большая Дятель, Малая Лысковка, Пневичи и др.

## Этимология
До 30 июля 1964 года деревня носила название — рус. Дерюги (бел. Дзяру́гі).

## История
До 16 октября 1989 года деревня входила в состав Кленовского сельсовета.

## Население

### Численность
- 2009 год — 31 человек

### Динамика
- 1999 год — 82 человек (перепись населения)
- 2009 год — 31 человек (перепись населения)[5]

## Достопримечательность
- Городище периода раннего железного века (V век до н. э. – V век н. э.), 0,1 км на юг от деревни, около впадения ручья у реки Пнёвка, урочище Городец —  Историко-культурная ценность Республики Беларусь, шифр 213В000468.

## Известные лица
- Маршалова, Ефросинья Ефремовна — Герой Социалистического Труда (1966).